# Vivi (jezero)
Vivi (rusky Виви) je jezero v Evenckém rajónu Krasnojarského kraje v Rusku. Má rozlohu 229 km².

## Poloha
Leží na severozápadě Středněsibiřské pahorkatiny v úzké tektonické propadlině, která byla vytvořená erozí a ledovcem.

## Vodní režim
Odtéká z něj řeka Vivi (přítok Dolní Tunguzky).